# Óscar Groba
Óscar Groba Arriondo (Montevideo, 10 de enero de 1951) es un sindicalista y político uruguayo que integró el Plenario Intersindical de Trabajadores - Convención Nacional de Trabajadores (PIT-CNT) de Uruguay e integra la Cámara de Representantes de Uruguay por Montevideo, en representación del Espacio 609 del Frente Amplio. 

## Biografía
Nació en el barrio montevideano de La Teja y sus padres fueron Óscar Groba, conductor de Cutcsa, y Asunción Arriondo, obrera textil de “La Aurora". Pasó su infancia en el barrio de La Aguada. De extracción sindical, tiene además actuación social en varios ámbitos: Concejal Vecinal en el Centro CCZ 13 y el CCZ15, siendo en 1995 cofundador del Club La Luz-Tacurú y Presidente electo de La Luz Football Club.

## Actuación sindical
Toda su vida estuvo dedicada a la militancia sindical y política, integrando desde muy joven el gremio metalúrgico. En el año 1966, desempeñándose como delegado por SOEFAPA (Sindicato Obreros y Empleados de Fábricas de Alhajas, Platería y Afines), fue co-promotor del ingreso de ese gremio a la UNTMRA (Unión Nacional de Trabajadores del Metal y Ramas Afines). Fue dirigente de ésta (UNTMRA) en la clandestinidad desde el año 1973 al año 1984.
En el año 1984 participa en Buenos Aires de la disolución de la CNT y, en el mismo acto, de la creación del PIT-CNT, siendo firmante del Acta de esa resolución. Fue elegido dirigente nacional en el primer Congreso de la UNTMRA realizado en el marco de la reapertura democrática.
Desde 1986 fue Coordinador General del PIT-CNT. En 1985, 1986 y 1987 fue sucesivamente Delegado titular de Uruguay a la OIT representando al PIT-CNT. En 1989 es cofundador de la Coordinadora de Centrales Sindicales del Cono Sur, siendo firmante del Acta de Constitución.

## Actuación política
Es adherente al Frente Amplio desde su constitución en el año 1971 y fue miembro del Comité Central del Partido Comunista de Uruguay (PCU). También fue dirigente de la Corriente de Unidad Frenteamplista (CUF) acompañando a Germán Araújo hasta su fallecimiento. 
Frenteamplista independiente desde entonces, participa como dirigente del Comité de Base Andresito Guazurarí en el año 1990 y milita hasta hoy en ese organismo de base del Frente Amplio.
Integra luego el Movimiento Claveles Rojos-Espacio 609-Frente Amplio, siendo prosecretario General y Secretario General Departamental de Montevideo de ese sector.
En el periodo legislativo de 2005 a 2010 actúa como diputado suplente, y lo hace como diputado titular electo durante el periodo 2010-2015, en ambas legislaturas por el Espacio 609.
En octubre de 2013, Groba y más de 120 compañeros dirigentes de todo el país dan un paso al costado del Movimiento Claveles Rojos y fundan el Movimiento de Integración Frenteamplista-27 de Mayo, también integrando el Espacio 609. Actualmente, Groba es el Secretario General del Movimiento.
En las elecciones nacionales del 26 de octubre de 2014 fue elegido, por segunda vez consecutiva, representante nacional de Montevideo en el Parlamento por el Espacio 609 del Frente Amplio, para el período 2015 - 2020.

## Actuación Legislativa
Hasta el momento presentó 6 iniciativas de ley: 
1.	Día del trabajador rural    -  Ley 19.000
2.	Falta de pago por parte de los empleadores de incentivos, premios, asiduidad, etc. - Ley 19.051
3.	“Día de la Resistencia y Defensa de la Democracia", en conmemoración de la Huelga General del 27 de junio de 1973 - Ley 19.211
4.	Día del trabajador de la enseñanza privada. A estudio de la Comisión de Constitución y Códigos
5.	Trabajadores despedidos por aplicación del decreto 622/73. Minuta a estudio del Poder Ejecutivo (Minuta al poder Ejecutivo - Ministerio de Trabajo y Seguridad Social)
6.	Pensión graciable para Graciela Possamay. Minuta a estudio del Poder Ejecutivo (Minuta al poder Ejecutivo - Ministerio de Educación y Cultura)
Integra las comisiones de Hacienda, Legislación del Trabajo y Especial para el Deporte (de la cual es vicepresidente). También ha integrado las comisiones de Presupuestos (como presidente) Especial de Seguridad y convivencia y Especial de Actividad Minera de Gran Porte. Es miembro del grupo de Amistad Interparlamentaria entre Uruguay-Paraguay y entre Uruguay-Cuba, Armenia, China, Rusia, India, Portugal y Nicaragua. Es actualmente diputado del   Parlamento del mercosur  y del PARLATINO http://www.parlatino.org.ve/ Archivado el 25 de abril de 2006 en Wayback Machine.
Se destaca como uno de los diputados que no registran inasistencias en la Cámara o en las comisiones, y constantemente está recibiendo iniciativas e inquietudes de delegaciones sindicales y sociales tanto de Montevideo como del interior del país.